# Osmidus guttatus
Osmidus guttatus är en skalbaggsart som beskrevs av Leconte 1873. Osmidus guttatus ingår i släktet Osmidus och familjen långhorningar. Inga underarter finns listade i Catalogue of Life.